# Megistophylla heptophylla
Megistophylla heptophylla är en skalbaggsart som beskrevs av Moser 1913. Megistophylla heptophylla ingår i släktet Megistophylla och familjen Melolonthidae. Inga underarter finns listade i Catalogue of Life.